# میلیاردرهای جهان در سال ۲۰۱۴

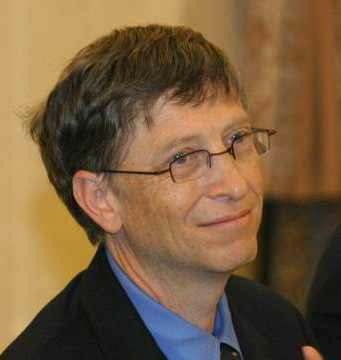
بیل گیتس در لهستان، 2006

میلیاردرهای جهان در سال ۲۰۱۴، (به انگلیسی: The World's Billionaires 2014) ۲۸امین رتبه‌بندی سالانه از فهرست ثروتمندترین افراد جهان را شامل می‌شود، که هر ساله در ماه مارس توسط مجله فوربز، منتشر می‌گردد. این فهرست پس از محاسبه دارایی‌های افراد ثروتمند جهان (منهای خانواده‌های پادشاهی و دیکتاتورها) به رتبه‌بندی آن‌ها می‌پردازد.
فهرست سال ۲۰۱۴ نخستین بار در ۱۲ فوریه ۲۰۱۴ در وب‌گاه مجله فوربز قرار گرفت، ولی در ۳ مارس ۲۰۱۴ به صورت رسمی منتشر گردید. این فهرست از سال ۱۹۸۷ تاکنون، هر ساله در ماه مارس منتشر می‌شود، ولی از سال ۲۰۰۲ تاکنون، این فهرست و دارایی افراد درج شده در آن، به صورت روزانه محاسبه و به‌روز می‌گردد.
| رتبه | نام            | دارایی خالص (دلار آمریکا) | سن | شهروندی             | منبع کسب ثروت  |
| ---- | -------------- | ------------------------- | -- | ------------------- | -------------- |
| ۱    | بیل گیتس       | ۷۷٫۲ $ میلیارد            | ۵۸ | ایالات متحده آمریکا | مایکروسافت     |
| ۲    | کارلوس اسلیم   | ۷۱٫۹ $ میلیارد            | ۷۴ | مکزیک               | آمریکا موویل   |
| ۳    | آمانسیو اورتگا | ۶۵٫۳ $ میلیارد            | ۷۷ | اسپانیا             | ایندیتکس       |
| ۴    | وارن بافت      | ۶۳٫۵ $ میلیارد            | ۸۳ | ایالات متحده آمریکا | برکشایر هاتاوی |
| ۵    | لری الیسون     | ۵۱٫۰ $ میلیارد            | ۷۰ | ایالات متحده آمریکا | اوراکل         |
| ۶    | چارلز کوک      | ۴۰٫۶ $ میلیارد            | ۷۸ | ایالات متحده آمریکا | صنایع کوک      |
| ۷    | دیوید کوک      | ۴۰٫۶ $ میلیارد            | ۷۳ | ایالات متحده آمریکا | صنایع کوک      |
| ۸    | شلدون ادلسون   | ۳۸٫۱ $ میلیارد            | ۸۰ | ایالات متحده آمریکا | لاس‌وگاس سندز   |
| ۹    | کریستی والتون  | ۳۸٫۱ $ میلیارد            | ۵۸ | ایالات متحده آمریکا | وال‌مارت        |
| ۱۰   | جیم والتون     | ۳۵٫۷ $ میلیارد            | ۶۵ | ایالات متحده آمریکا | وال‌مارت        |